# Phalangodus
Genre
Phalangodus est un genre d'opilions laniatores de la famille des Cranaidae.

## Distribution
Les espèces de ce genre se rencontrent en Colombie et au Chili.

## Liste des espèces
Selon World Catalogue of Opiliones (12/08/2021) :
- Phalangodus anacosmetus Gervais, 1842
- Phalangodus briareos Villarreal & García, 2016
- Phalangodus cottus Villarreal & García, 2016
- Phalangodus gyes Villarreal & García, 2016
- Phalangodus kuryi Villarreal & García, 2016
- Phalangodus palpiconus (Roewer, 1943)

## Publication originale
- Gervais, 1842 : « Arachnides. Description et figures de quatre espèces nouvelles de Phalangiens. » Magasin de Zoologie, sér. 2, vol. 4, p. 1–5 (texte intégral).